# Charles-Louis-Frédéric de Mecklembourg-Strelitz

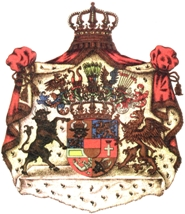
Armes de la Maison de Mecklembourg-Strelitz

Charles Ier de Mecklembourg-Strelitz (en allemand Karl I von Mecklenburg-Strelitz), né le 23 février 1708 à Strelitz, mort le 5 juin 1752 à Mirow.

## Famille
Il est le fils de Adolphe-Frédéric II et de Christiane-Émilie de Schwarzbourg-Sondershausen.

### Mariage et descendance
En 1735, Charles Ier de Mecklembourg-Strelitz épousa Élisabeth de Saxe-Hildbourghausen (morte en 1761), fille du duc Ernest-Frédéric Ier de Saxe-Hildbourghausen.
Dix enfants sont nés de cette union, dont six survécurent :
- Christine de Mecklembourg-Strelitz (1735-1794)
- Caroline de Mecklembourg-Strelitz (1736-1736)
- Adolphe-Frédéric IV (1738-1794), duc de Mecklembourg-Strelitz
- Élisabeth de Mecklembourg-Strelitz (1739-1741)
- Sophie-Louise (1740-1741)
- Charles II (1741-1816), duc puis grand-duc de Mecklembourg-Strelitz
- Ernest Gottlib de Mecklembourg (1742-1814)
- Charlotte de Mecklembourg-Strelitz (1744-1818), en 1761 elle épouse George III (1738-1820)
- Gotthelf de Mecklembourg-Strelitz (1745-1745)
- Georges-Auguste de Mecklembourg (1748-1785), futur général autrichien de l'armée du Saint Empire en Hongrie.

## Biographie
Second fils du duc Adolphe-Frédéric II de Mecklembourg-Strelitz, Charles Ier vit avec sa famille au château de Mirow où il meurt à quarante-quatre ans. Son frère aîné, Adolphe-Frédéric III meurt quelques mois après (11 décembre 1752) sans héritier masculin. Adolphe-Frédéric IV, fils de Charles Ier succède à son oncle en 1752.

## Généalogie
Charles Ier de Mecklembourg-Strelitz appartient à la troisième branche (Mecklembourg-Strelitz), issue de la première branche de la Maison de Mecklembourg. Cette troisième lignée s'éteignit à la mort du grand-duc Georges-Alexandre de Mecklembourg (1996). Georges Borwin est l'actuel prétendant à la succession.